# Phyxelida anatolica
Espèce
Phyxelida anatolica est une espèce d'araignées aranéomorphes de la famille des Phyxelididae.

## Distribution
Cette espèce se rencontre en Turquie, à Chypre et en Israël.

## Description
La femelle holotype mesure 7,00 mm.

## Étymologie
Son nom d'espèce lui a été donné en référence au lieu de sa découverte, l'Anatolie.

## Publication originale
- Griswold, 1990 : A revision and phylogenetic analysis of the spider subfamily Phyxelidinae (Araneae, Amaurobiidae). Bulletin of the American Museum of Natural History, no 196, p. 1-206 (texte intégral).